# Witness a Rebirth
Witness a Rebirth är den amerikanska hardcore-gruppen Strifes fjärde studioalbum, utgivet 2012. Skivan utgavs både på CD och LP av 6131 Records (USA) och Holy Roar Records (Storbritannien).
Skivan var gruppens första studioalbum sedan 2001 års Angermeans.

## Låtlista

### CD
| Nr  | Titel              | Längd |
| --- | ------------------ | ----- |
| 1.  | Torn Apart         | 1:54  |
| 2.  | Carry the Torch    | 2:53  |
| 3.  | Show No Mercy      | 2:33  |
| 4.  | No Apologies       | 1:54  |
| 5.  | The Distance       | 2:18  |
| 6.  | Never Look Back    | 2:24  |
| 7.  | In This Defiance   | 2:57  |
| 8.  | The Burden         | 2:43  |
| 9.  | Look Away          | 0:59  |
| 10. | Face Your Failures | 1:48  |
| 11. | End of Days        | 3:00  |
| 12. | Life or Death      | 3:03  |

### LP
A
| Nr | Titel           | Längd |
| -- | --------------- | ----- |
| 1. | Torn Apart      | 1:54  |
| 2. | Carry the Torch | 2:53  |
| 3. | Show No Mercy   | 2:33  |
| 4. | No Apologies    | 1:54  |
| 5. | The Distance    | 2:18  |
| 6. | Never Look Back | 2:24  |

B
| Nr  | Titel              | Längd |
| --- | ------------------ | ----- |
| 7.  | In This Defiance   | 2:57  |
| 8.  | The Burden         | 2:43  |
| 9.  | Look Away          | 0:59  |
| 10. | Face Your Failures | 1:48  |
| 11. | End of Days        | 3:00  |
| 12. | Life or Death      | 3:03  |

## Medverkande
Strife
- Rick Rodney - sång, foto
- Chad Peterson - bas
- Igor Cavalera - trummor
- Andrew Kline - gitarr
- Todd Turnham - gitarr

### Fotnoter
1. 1 2  ”Witness a Rebirth”. Discogs.com. http://www.discogs.com/Strife-Witness-A-Rebirth/release/4115929. Läst 5 januari 2013.